# 木曽明子
木曽 明子（きそ あきこ、1936年 - 2024年）は、日本の古代ギリシア文学研究者。学位は、文学博士。大阪大学名誉教授。

## 略歴
満州生まれ。京都大学大学院文学部博士課程満期退学、1987年文学博士。松平千秋門下生。大阪大学教養部教授、1994年同文学部教授、1997年退官、名誉教授、北見工業大学教授を経て2002年退職。

## 著書
- THE LOST SOPHOCLES Vantage Press 1984[5].
- 『弁論の世紀 古代ギリシアのもう一つの戦場』京都大学学術出版会〈学術選書〉、2022
- 『民主政アテナイに殉ず 弁論家デモステネスの生涯』京都大学学術出版会〈学術選書〉、2024

### 翻訳
- ソポクレース「アイアース」-『ギリシア悲劇全集4』岩波書店 1990
- 『ギリシア悲劇全集11 ソポクレース断片』岩波書店 1991。共訳
- M. J. スメサースト『アイスキュロスと世阿弥のドラマトゥルギー』 大阪大学出版会 1994
- デモステネス 『弁論集4』 杉山晃一郎共訳、京都大学学術出版会〈西洋古典叢書〉2003
- ディオニュシオス／デメトリオス 『修辞学論集』 戸高和弘、渡辺浩司共訳、京都大学学術出版会〈西洋古典叢書〉2004
- デモステネス 『弁論集3』 北嶋美雪、杉山晃一郎共訳、京都大学学術出版会〈西洋古典叢書〉2004
- デモステネス 『弁論集2』 京都大学学術出版会〈西洋古典叢書〉2010
- アイスキネス 『弁論集』 京都大学学術出版会〈西洋古典叢書〉 2012
- アン・ジャネッタ『種痘伝来 日本の〈開国〉と知の国際ネットワーク』 廣川和花共訳、岩波書店 2013
- ロンギノス／ディオニュシオス『古代文芸論集』 戸高和弘共訳、京都大学学術出版会〈西洋古典叢書〉2018
- デモステネス『弁論集5』 京都大学学術出版会〈西洋古典叢書〉、2019。共訳
- デモステネス『弁論集6』 京都大学学術出版会〈西洋古典叢書〉、2020。共訳
- デモステネス『弁論集7』 京都大学学術出版会〈西洋古典叢書〉、2022。共訳

## 主要論文
- Sophocles’ PHAEDRA and the Phaedra of the FIRST HIPPOLYTUS.
  - BULLETIN OF THE INSTITUTE OF CLASSICAL STUDIES 20 (1973) [6]
- Sophocles, ALEADAE : a Reconstruction.
  - GREEK, ROMAN AND BYZANTINE STUDIES 17(1976)[7]
- Notes on Sophocles’EPIGONOI.
  - GREEK, ROMAN AND BYZANTINE STUDIES 18(1977)
- TYRO : Sophocles’ Lost Play. STUDIES IN HONOUR OF T.B.L.WEBSTER Bristol Classical Press (1986)[8]
- 「悲劇から喜劇へ：エウリーピデース・イオーンのドラマトゥルギー」『西洋古典論集』14(1996) NAID 110004688035
- 木曽明子「デウス・エクス・マーキナーは逃避的手段か : エウリーピデースの創意」『フィロカリア』第14巻、大阪大学、1997年、1-20頁、ISSN 09112510、CRID 1572543026664778112。
- デモステネスの雄弁 -ディオニュシオスの耳- 『西洋古典論集』18(2002）NAID 110004687704
- What Happened to Deus ex Machina after Euripides? AbleMedia Classics Technology Center (2004) [9]
  - AbleMedia Classics Technology Center Golden Chalis Award受賞